# Pourtalocyathus
Genre
Pourtalocyathus est un genre de coraux durs de la famille des Schizocyathidae.

## Liste d'espèces
Selon World Register of Marine Species (13 juillet 2015), le genre Schizocyathus comprend l'espèce suivante :
- Pourtalocyathus hispidus (Pourtalès, 1878)